# Palais Elisabeta
Le palais Elisabeta (en roumain : Palatul Elisabeta) est une résidence royale roumaine située sur la chaussée Kiseleff, à Bucarest.
Construit en 1936 par l'architecte Duiliu Marcu, le palais devient alors la résidence principale de la princesse Élisabeth de Roumanie (ex-reine des Hellènes), dont il reçoit le nom. En 1944, le roi Michel Ier est obligé de quitter le palais royal de la Calea Victoriei qui a été bombardé par les Allemands, (le 24 août 1944, en représailles parce que la Roumanie a rejoint les Alliés). Il s'installe alors dans la demeure de sa tante.
Confisqué par le régime communiste en 1947 puis rendu au roi Michel Ier en 2001, le palais Elisabeta est ensuite la résidence officielle de la prétendante au trône Margareta de Roumanie, de son époux Radu Duda et de sa sœur, la princesse Maria,,.

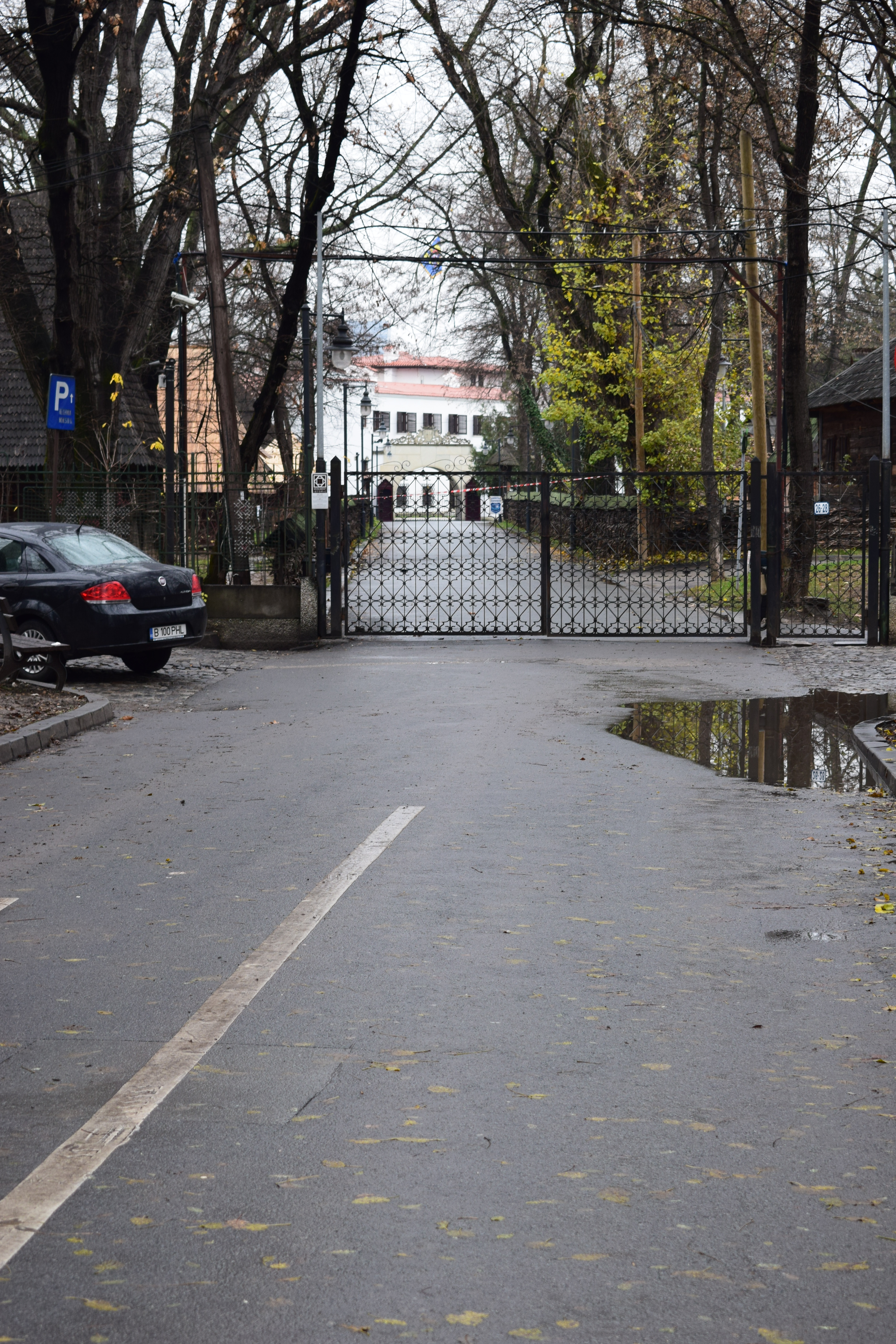
Porte du palais Elisabeta, vue de boulevard Kiseleff.
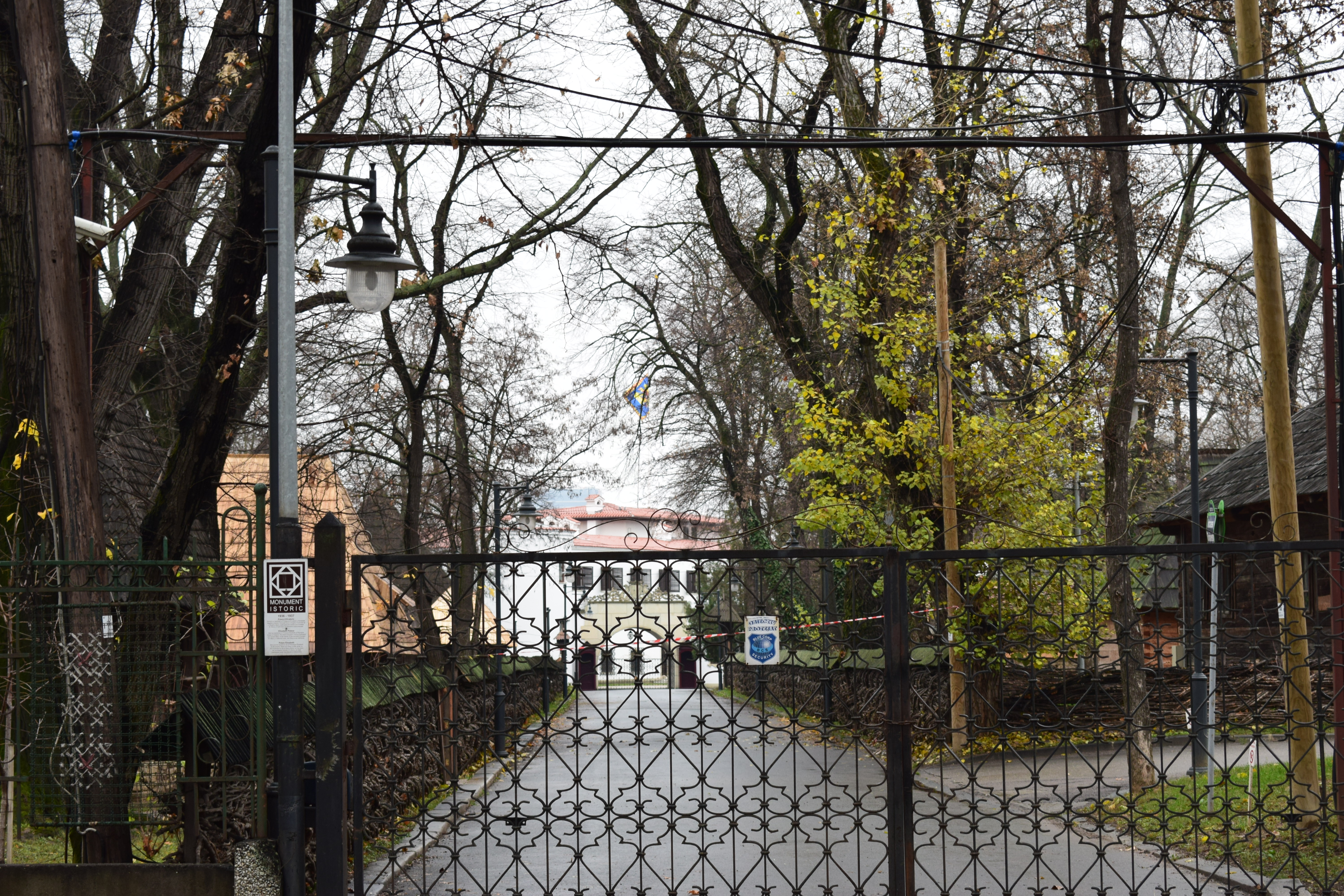
Porte du palais Elisabeta.
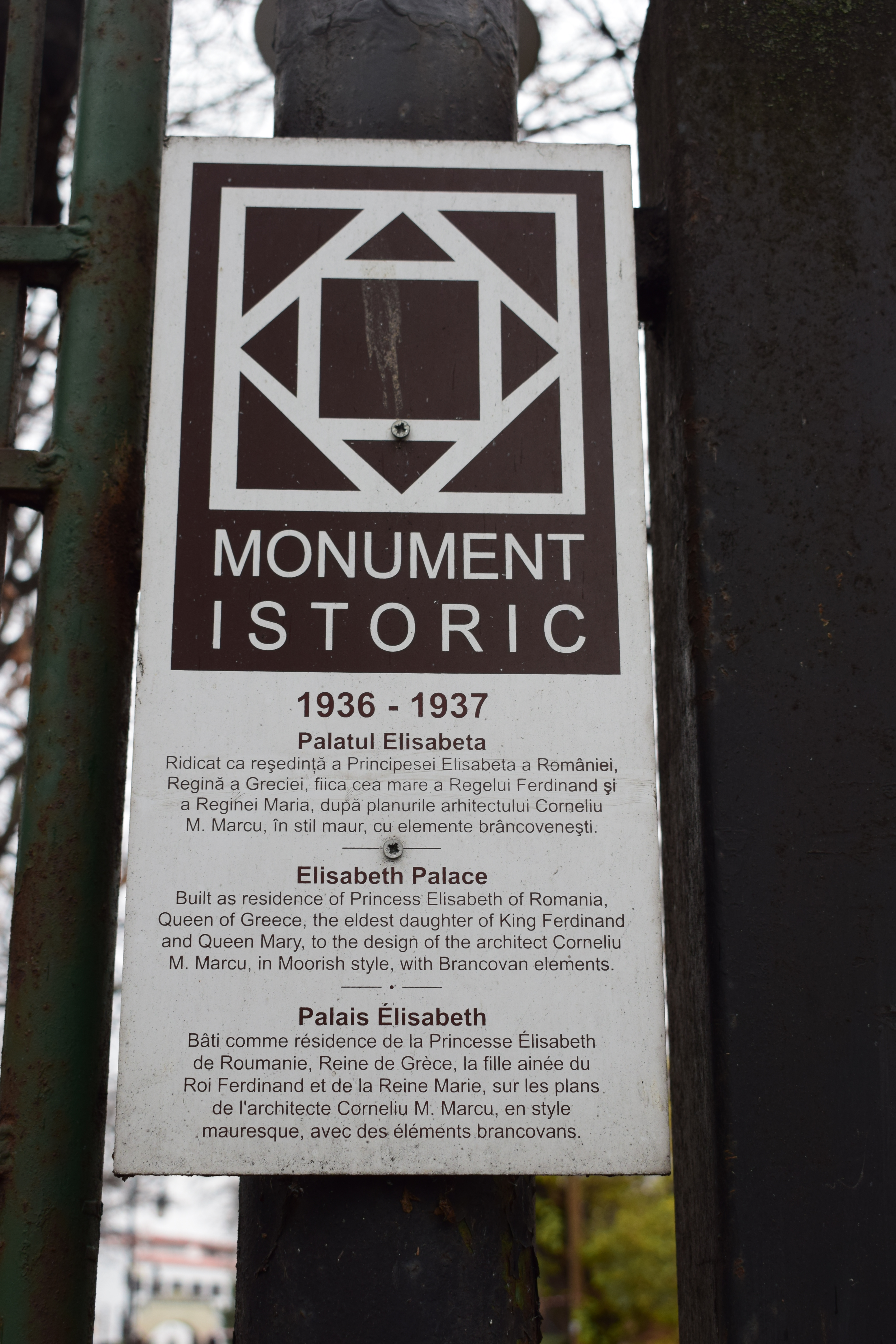
Plaque explicative à la porte du palais Elisabeta, qui montre brièvement l'histoire du bâtiment, en trois langues.